# Watten (gioco)
Il Watten è un popolare gioco di carte assai diffuso in Alto Adige, ma anche in Austria e Baviera, dove però viene giocato con regole leggermente diverse e con numerose varianti locali.

## Storia

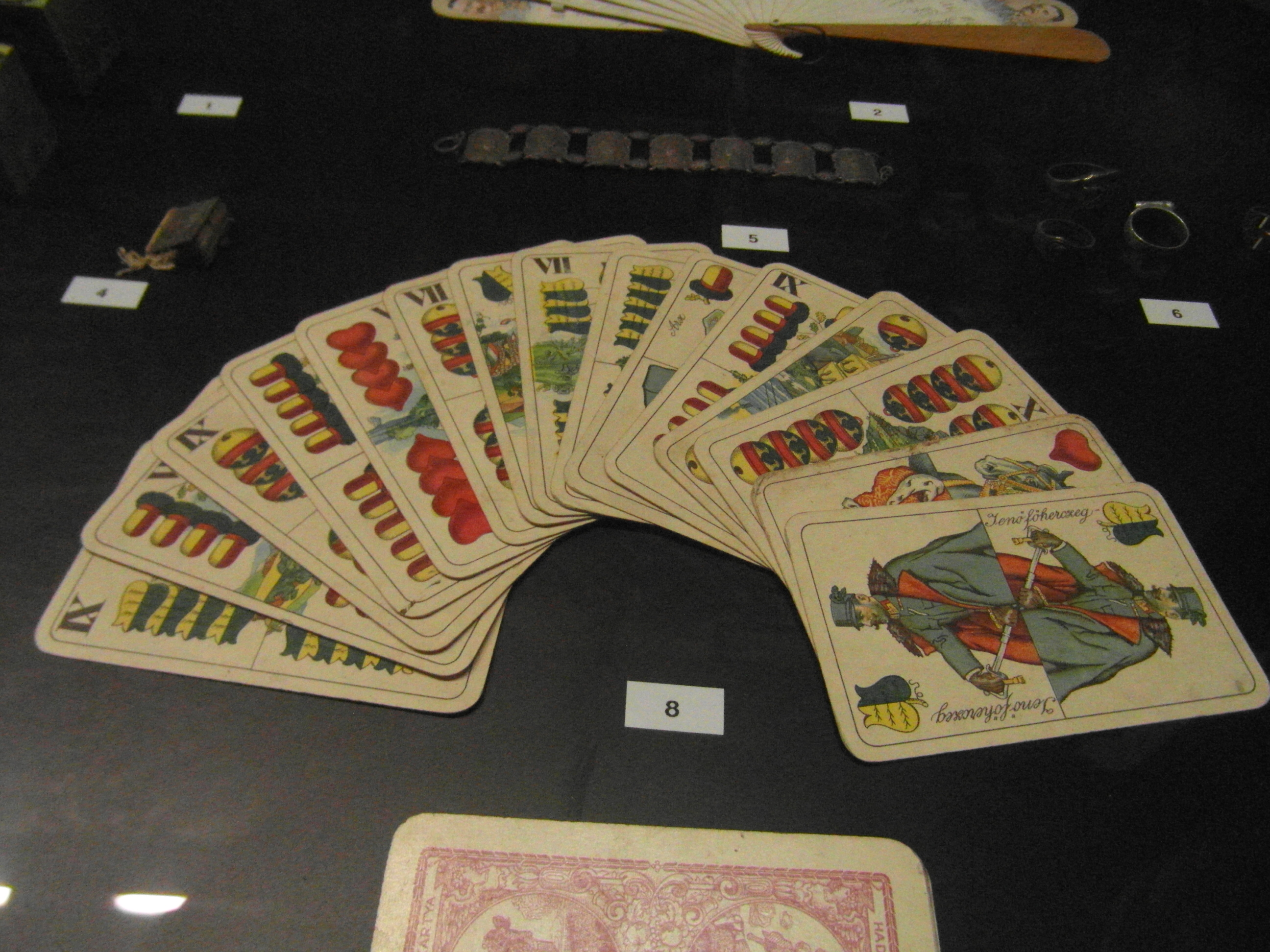
Carte storiche da Watten, presso il castello di Rovereto

Il gioco è diffuso (con piccole variazioni locali) anche nella Ladinia e viene nominato batadù, o battadù o ancora baten; anche i nomi di carte, semi e punti sono adattati alla lingua locale: föia/fueia (foglia), rô/rëur (ghianda), cöce/cueciun (cuore), sampügn/sonai (sonaglio) e "la scro/scroa" (asso, rappresentato dal 1), re (rappresentato dal 2), fant (fante maggiore) e zòt (fante inferiore). Il nome del gioco deriverebbe dal verbo italiano "battere", in ladino "báte".
Esistono due versioni del gioco:
- a carte scoperte, maggiormente diffusa a nord del Brennero;
- il Blindwatten, ovvero il "Watten a carte coperte", la variante più diffusa in Alto Adige.

Il gioco viene praticato non solo occasionalmente tra amici ma anche in veri e propri tornei che si tengono molto numerosi. Il 12 dicembre 1997, a Telfs, è stato fondato il Tiroler Watterverein ("Associazione tirolese dei giocatori di Watten").

## Le carte
Le carte che si usano per questo gioco sono normalmente le carte che si utilizzano anche per il gioco Mao Mao (Salzburger Karten). Il mazzo è quindi formato da 33 carte (nella versione tirolese, mentre è da 32 nella versione bavarese, dove non si usa il Weli) suddivise in 4 semi: foglie (Laab), cuori (Herz), ghiande (Oachl), palle (Schell), dal 7 al 10 e con le figure dell'Unter (Sottufficiale), dell'Ober (ufficiale), del Re e l'Asso. La 33ª carta è il Weli.
| Oachl   | Laab   | Herz  | Schell |
| Ghiande | Foglie | Cuori | Palle  |
| ------- | ------ | ----- | ------ |
|         |        |       |        |

## Regole del gioco
A Watten si gioca normalmente in quattro, divisi in due coppie. Si può però anche giocare in sei, sempre divisi in due squadre. Tecnicamente è anche possibile giocare in due.
Le regole qui descritte sono quelle maggiormente seguite in provincia di Bolzano. Esistono tuttavia delle lievi varianti territoriali, per cui conviene sempre discutere brevemente le regole prima di iniziare una partita con persone con cui non si gioca abitualmente.
Il mazziere mescola le carte e le fa tagliare al giocatore posto alla sua destra.
Si distribuiscono quindi prima 3 e poi 2 carte a testa in senso orario, per un totale di 5 carte per giocatore. Il mazziere può guardare la prima e l'ultima carta del mazzo, come aiuto alla sua chiamata.
La fase iniziale del gioco consiste in un accordo tra il mazziere e il giocatore posto alla sua sinistra. Il mazziere deve scegliere tra le sue carte uno tra i 4 semi, e l'altro giocatore uno dei valori delle carte che ha in mano. Normalmente sia il mazziere che il giocatore alla sua sinistra sceglieranno il seme ed il valore per loro più vantaggioso, ovvero quello più presente nelle loro carte.
I due giocatori, senza farsi scorgere dai loro compagni, si fanno vedere a vicenda la carta scelta. Si va così a creare il Rechten ("il giusto"), ovvero la seconda carta più alta del gioco, determinata dal valore (Schlåg, lad. batadù) e dal seme (Trumpf, lad. teriunf) scelti dai due giocatori.
La carta con il valore massimo in assoluto è però il Guate (lad. "buniscim", "il buono"): ovvero la carta dello stesso seme con il valore successivo (ad esempio se il Rechte , "lad. le dert" è il 9 di Schell, il Guate sarà il 10 di Schell; se viene chiamato un asso il Guate è il sette dello stesso colore).
Gli altri due giocatori saranno ignari del valore e del seme scelto e dovranno cercare di capirlo dal decorso del gioco, cercando di aiutare il rispettivo compagno. Esiste tutta una serie di strategie e mosse attese per facilitare l'intuizione da parte dei partner. In ultima istanza sono però le carte a determinare la strategia da seguire. Non sono ufficialmente ammessi scambi di informazioni tra i giocatori.
Dopo o prima di questa fase iniziale, i due giocatori chiamati a scegliere possono proporsi a vicenda una delle seguenti due alternative all'inizio del gioco vero e proprio, se la scelta effettuata non li aggrada:
- "Schienere" (più belle): ovvero i due giocatori si ridanno nuove carte. Dopo la seconda volta che lo fanno, tutti i giocatori devono cambiare le carte.
- "Schlågtausch" (scambio di chiamata): i due giocatori si scambiano i ruoli di scelta della carta.

La proposta deve essere effettuata da uno dei due giocatori e accettata dall'avversario, altrimenti si inizia il gioco direttamente.
Inizia il primo turno il giocatore alla sinistra del mazziere. Nei turni successivi inizia chi ha preso la mano precedente.
L'ordine di presa delle carte è il seguente:
- Guate ("il buono")
- Rechte ("il giusto")
- altre tre carte del valore chiamato (Schlåg, ovvero Blinder)
- seme chiamato (Trumpf), in ordine descrescente
- altre carte in ordine decrescente, con prevalenza del colore che inizia la mano.

Il Weli è una carta particolare: se viene chiamato da chi sceglie il valore è l'unico Schlåg del gioco e non esiste il Guate. Viene seguito nell'ordine di presa dal colore chiamato, in ordine descrescente di valore delle carte. Se non viene chiamato, il Weli è generalmente considerato il valore più basso del seme di Schell (secondo alcune varianti è il più piccolo tra i Trumpf, ovvero vale come più piccola tra le briscole).
I due giocatori che conoscono il valore ed il colore chiamato, e solo loro, sono obbligati a rispondere a colore o in alternativa a prendere se la mano viene aperta da qualsiasi giocatore con il colore chiamato. Tale obbligo esiste anche qualora la mano venga iniziata con il Weli, se questo è stato chiamato. Non si è obbligati a cedere il Rechte o il Guate nel caso la mano fosse stata aperta con un Trumpf.
Lo scopo del gioco è quello di riuscire a fare 3 Stiche (lad. las), ovvero fare almeno tre prese su cinque. Una gioco è quindi vinto da chi fa almeno tre prese, ma le partite si compongono di più mani, con il valore di ognuna che è normalmente di 2 punti. La partita finisce quando una coppia raggiunge il punteggio di 18 punti (in alcune località 15).
Ogni gioco vale normalmente 2 punti, ma ogni giocatore può in qualsiasi momento rilanciare il valore della partita, incrementandone il valore di una unità. Questo avviene chiamando Drei, ovvero tre, che saranno poi i punti in palio per chi vincerà la mano, ovvero farà 3 prese. La squadra avversaria è quindi chiamata a decidere se continuare la partita (hebn, lad. tignì, it. tenere), il cui punteggio è ora di 3 punti, oppure abbandonare la partita (gian, lad. jì, it. andare), regalando così 2 punti alla squadra avversaria. Può anche rilanciare immediatamente chiamando Vier (it. quattro), portando a 4 la posta in gioco, e così via. Il bluff ha una certa importanza nel gioco. Essendo ignote le carte che si hanno, anche tra compagni, è possibile un rilancio anche in assenza di carte tali da vincere la partita. Ci si espone però al rischio di un ulteriore rilancio. Il rilancio non dev'essere effettuato immediatamente, ma può avvenire anche più tardi, o per studiare la situazione o per aspettare il momento più opportuno.
Si può rilanciare la partita sempre, tranne quando la squadra ha raggiunto o superato il valore di 16 punti (se si gioca fino a 18, 13 punti se la partita va fino ai 15), ovvero si trovi nella condizione di gstrichen (Strich in tedesco vuol dire linea e l'aggettivo gschtrichen viene dal fatto che quando una coppia raggiunge i suddetti punti i loro punti, scritti nel corso della partita in una tabella una sotto l'altra, vengono "tagliati" da una linea verticale). In questo caso la squadra che è gschtrichen non può rilanciare il valore della partita, e se lo fa perde due punti e la mano finisce. Nel caso in cui la squadra svantaggiata si trovi ad un punteggio inferiore di minimo 4 punti rispetto alla squadra che è gschtrichen, la partita ha subito un valore di 4 punti (da hebn da parte della squadra avversaria prima di giocare la prima carta se il giocatore gschtrichen ha chiamato Schlåg, prima di buttare la propria carta se il giocatore ha chiamato Trumpf).